# 마사 스튜어트

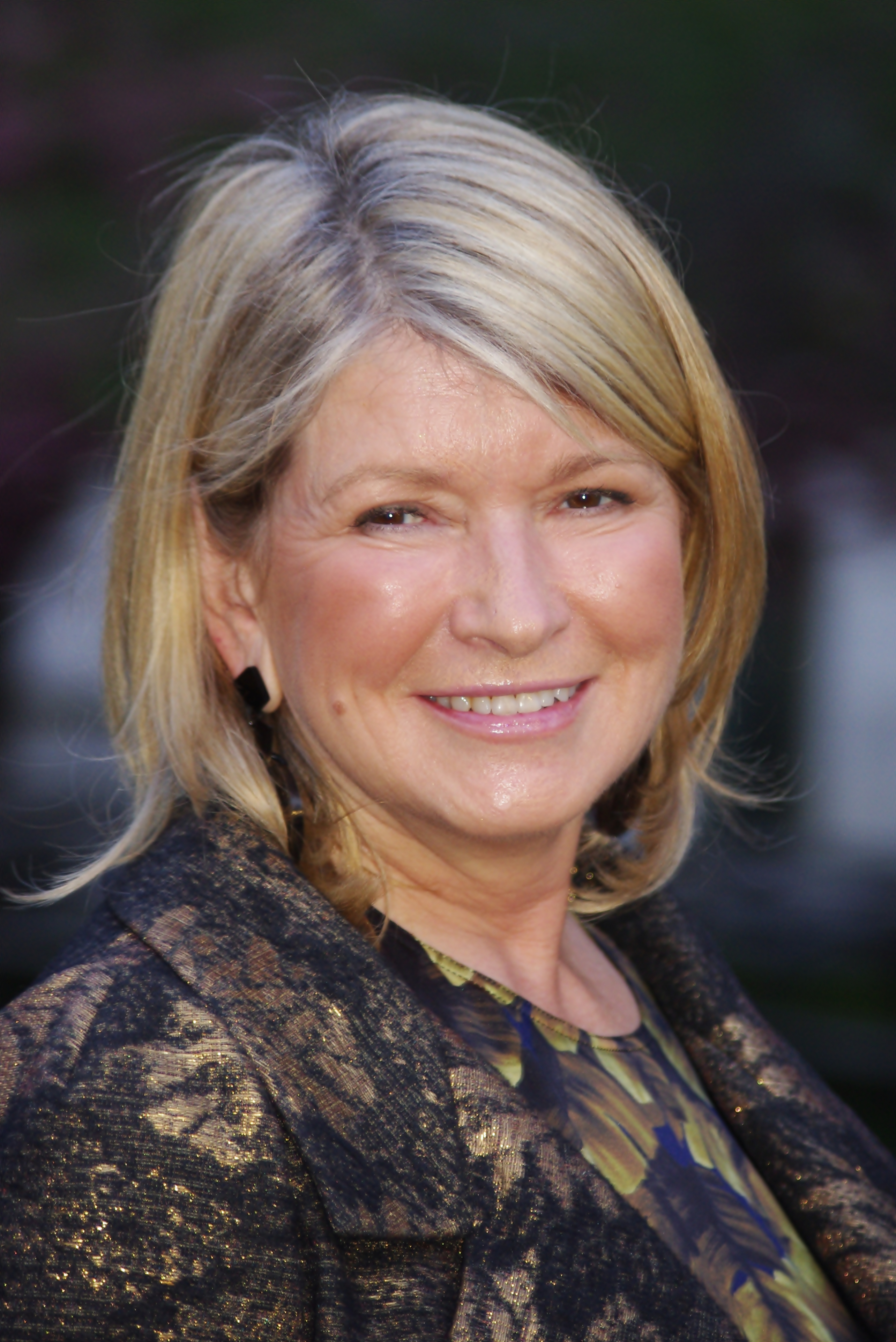
마사 스튜어트

마사 스튜어트(Martha Stewart, 본명; Martha Helen Kostyra, 1941년 8월 3일 ~ )는 미국 뉴저지주 출신의 기업인이다. 요리, 원예, 수예, 실내 장식 등 생활 전반 (라이프 스타일)을 제안하는 라이프 코디네이터로서 관련 책도 많이 출판하고 있다. 그녀가 경영하는 회사에서는 마사 스튜어트 리빙이라는 잡지를 간행하고 기존 브랜드 상품을 판매하고있다.